# Concepción Chiquirichapa
Concepción Chiquirichapa é uma cidade da Guatemala do departamento de Quetzaltenango.